# Salle (Pescara)
Salle – miejscowość i gmina we Włoszech, w regionie Abruzja, w prowincji Pescara.
Według danych na rok 2004 gminę zamieszkiwało 312 osób, 14,9 os./km².